# Birgit Heiderich
Birgit Heiderich (* 26. Januar 1947 in Schermbeck, Nordrhein-Westfalen) ist eine deutsche Schriftstellerin.

## Leben
Birgit Heiderich wurde 1947 in Schermbeck geboren. Sie studierte Philosophie, Theologie und Pädagogik an der Universität Bonn. Später war sie Redakteurin an der Universitätsbibliothek Tübingen. Bis zu ihrer Pensionierung arbeitete sie als Lehrerin. Sie lebt in Freiburg.

## Auszeichnungen
- 1982 und 1984 Stipendien des Förderkreises deutscher Schriftsteller in Baden-Württemberg
- 1986 Stipendium der Kunststiftung Baden-Württemberg
- 1988 Reisestipendium des Auswärtigen Amtes Bonn
- 2020 Maria Ensle Preis

## Werke
- Mit geschlossenen Augen. Tagebuch, Suhrkamp Verlag, Frankfurt 1980, 2. Aufl.1980.
- (Hrsg.): Don Juan. Geschichte zwischen Liebe und Tod. Rowohlt, Reinbek 1986, ISBN 3-499-15886-8
- Auskunft über das Reisen. Kurze Prosa, Keicher, Warmbronn 1988.
- (Hrsg.): Anstiftungen. Tübinger Lesebuch. Erzählungen. Flugasche-Verlag, Stuttgart 1988, ISBN 3-925286-07-1.
- Sterben hat seine Zeit. Ein Buch vom Abschied. Roman, Klöpfer & Meyer Verlag, Tübingen 2014. ISBN 978-3-86351-075-6
- Feuerspur. Eine Liebesgeschichte. Fischer Taschenbuch, 2016. ISBN 978-3-596-31372-3